# Tricholabus strigatorius
Tricholabus strigatorius är en stekelart som först beskrevs av Johann Ludwig Christian Gravenhorst 1829.  Tricholabus strigatorius ingår i släktet Tricholabus och familjen brokparasitsteklar. Arten är reproducerande i Sverige.

## Underarter
Arten delas in i följande underarter:
- T. s. incanescens
- T. s. coreanus